# Alexandre Oukidja
Alexandre Roger Oukidja (sinh ngày 19 tháng 7 năm 1988) là cầu thủ bóng đá chuyên nghiệp Algérie thi đấu ở vị trí thủ môn cho câu lạc bộ Metz tại Ligue 2. Sinh ra tại Pháp, anh thi đấu cho Đội tuyển bóng đá quốc gia Algérie.

## Sự nghiệp thi đấu

### Gueugnon
Oukidja có lần ra sân thi đấu chuyên nghiệp đầu tiên tại Ligue 2 cho Gueugnon vào mùa giải 2005-06 khi vào sân thay người cho Pierre Bouysse trong trận thua 1–3 trước Montpellier.

### Lille
Anh ta gia nhập Lille vào mùa hè năm 2006 và ở mùa giải tiếp theo, anh ta được coi là thủ môn số 1 của đội dự bị thi đấu tại Championnat de France amateur. 

### Aviron Bayonnais
Vào ngày 27 tháng 1 năm 2012, Oukidja gia nhập Aviron Bayonnais theo dạng cho mượn 6 tháng.

## Sự nghiệp thi đấu quốc tế
Oukidja ra sân lần đầu tiên cho Algérie vào ngày 26 tháng 3 năm 2019 trong trận giao hữu gặp Tunisia. Ngày 15 tháng 6 năm 2023, Oukidja đã chính thức tuyên bố giã từ sự nghiệp thi đấu sau chỉ 6 trận trong 4 năm với đội tuyển quốc gia. Tuy vậy, trong tháng 8 năm 2024, anh quay trở lại đội tuyển để chuẩn bị cho các trận đấu tại Vòng loại cúp bóng đá châu Phi 2025.

## Đời tư
Oukidja được sinh ra tại Pháp, có bố là người Algérie đến từ Tizi Ouzou và mẹ là người Pháp. Anh ta mang 2 hộ chiếu quốc tịch Pháp và Algérie.

## Thống kê
Tính đến 27 tháng 7 năm 2019
| Câu lạc bộ              | Mùa giải            | Giải đấu            | Giải đấu | Giải đấu | Cúp  | Cúp | League Cup | League Cup | Tổng cộng | Tổng cộng |
| Câu lạc bộ              | Mùa giải            | Hạng                | Trận     | Bàn      | Trận | Bàn | Trận       | Bàn        | Trận      | Bàn       |
| ----------------------- | ------------------- | ------------------- | -------- | -------- | ---- | --- | ---------- | ---------- | --------- | --------- |
| Gueugnon                | 2005–06             | Ligue 2             | 1        | 0        | 0    | 0   | —          | —          | 1         | 0         |
| Lille B                 | 2006–07             | CFA                 | 13       | 0        | —    | —   | —          | —          | 13        | 0         |
| Lille B                 | 2007–08             | CFA                 | 14       | 0        | —    | —   | —          | —          | 14        | 0         |
| Lille B                 | 2008–09             | CFA                 | 15       | 0        | —    | —   | —          | —          | 15        | 0         |
| Lille B                 | 2009–10             | CFA                 | 17       | 0        | —    | —   | —          | —          | 17        | 0         |
| Lille B                 | 2010–11             | CFA                 | 23       | 0        | —    | —   | —          | —          | 23        | 0         |
| Lille B                 | 2011–12             | CFA                 | 2        | 0        | —    | —   | —          | —          | 2         | 0         |
| Lille B                 | Tổng cộng           | Tổng cộng           | 84       | 0        | 0    | 0   | 0          | 0          | 84        | 0         |
| Aviron Bayonnais (mượn) | 2011–12             | National            | 13       | 0        | 0    | 0   | —          | —          | 13        | 0         |
| Mouscron (mượn)         | 2012–13             | Second Division     | 37       | 0        | 0    | 0   | —          | —          | 37        | 0         |
| Mouscron (mượn)         | 2013–14             | Second Division     | 39       | 0        | 1    | 0   | —          | —          | 40        | 0         |
| Mouscron (mượn)         | Tổng cộng           | Tổng cộng           | 76       | 0        | 1    | 0   | 0          | 0          | 77        | 0         |
| Strasbourg              | 2014–15             | National            | 22       | 0        | 2    | 0   | —          | —          | 24        | 0         |
| Strasbourg              | 2015–16             | National            | 34       | 0        | 0    | 0   | —          | —          | 34        | 0         |
| Strasbourg              | 2016–17             | Ligue 2             | 36       | 0        | 0    | 0   | 0          | 0          | 36        | 0         |
| Strasbourg              | 2017–18             | Ligue 1             | 17       | 0        | 2    | 0   | 2          | 0          | 21        | 0         |
| Strasbourg              | Tổng cộng           | Tổng cộng           | 109      | 0        | 4    | 0   | 2          | 0          | 115       | 0         |
| Metz                    | 2018–19             | Ligue 2             | 38       | 0        | 0    | 0   | —          | —          | 38        | 0         |
| Metz                    | 2019–20             | Ligue 1             | 27       | 0        | 0    | 0   | —          | —          | 27        | 0         |
| Metz                    | Tổng cộng           | Tổng cộng           | 65       | 0        | 0    | 0   | 0          | 0          | 65        | 0         |
| Tổng cộng sự nghiệp     | Tổng cộng sự nghiệp | Tổng cộng sự nghiệp | 248      | 0        | 5    | 0   | 2          | 0          | 355       | 0         |

### Quốc tế
Tính đến 12 tháng 11 năm 2021
| Algérie   |      |           |
| Năm       | Trận | Bàn thắng |
| 2019      | 2    | 0         |
| 2020      | 1    | 0         |
| 2021      | 3    | 0         |
| Tổng cộng | 6    | 0         |

## Danh hiệu
Algérie
- Cúp bóng đá châu Phi: 2019[11]